# Schloss Bündheim

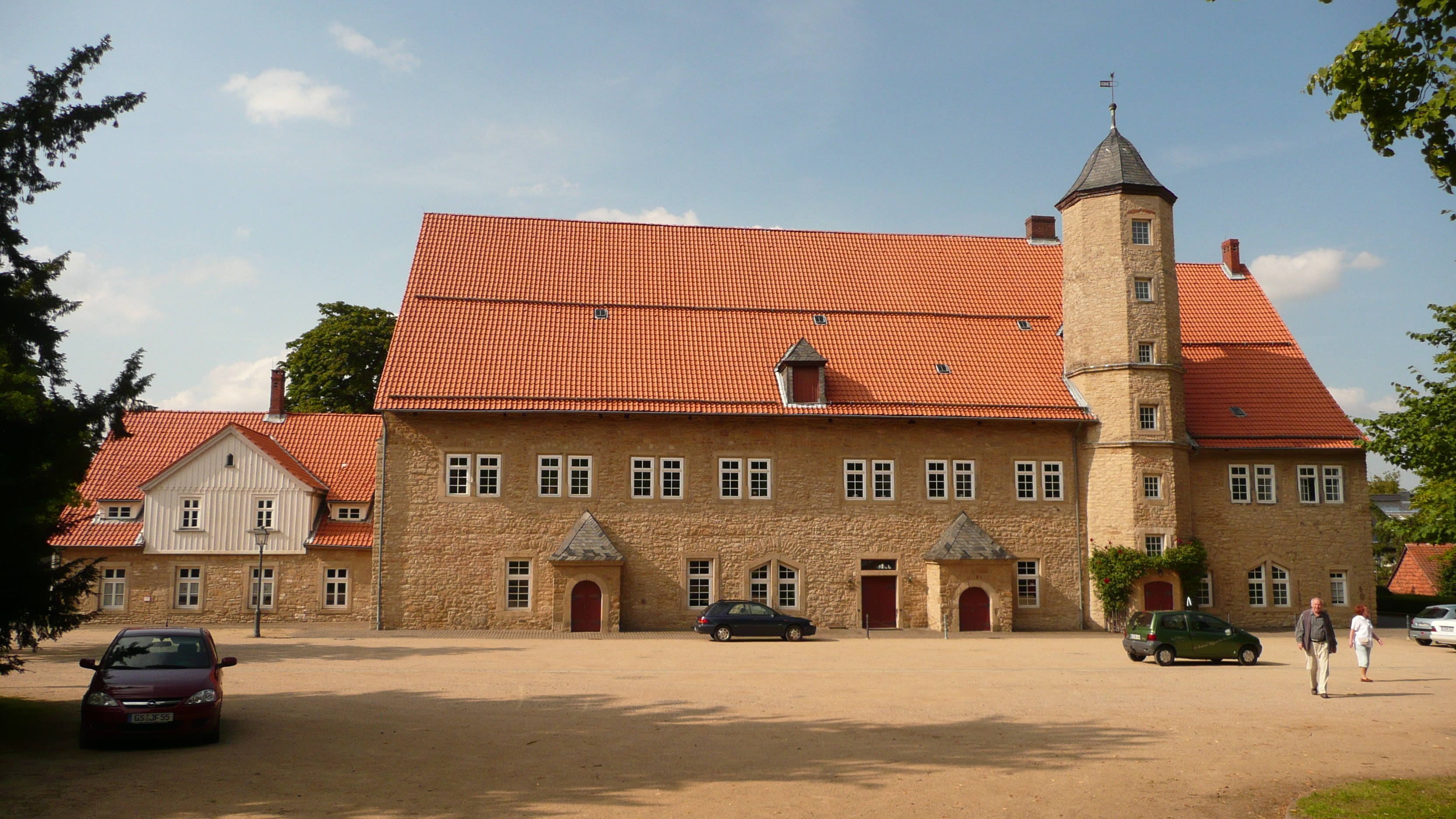
Schloss Bündheim, Südseite (2008)

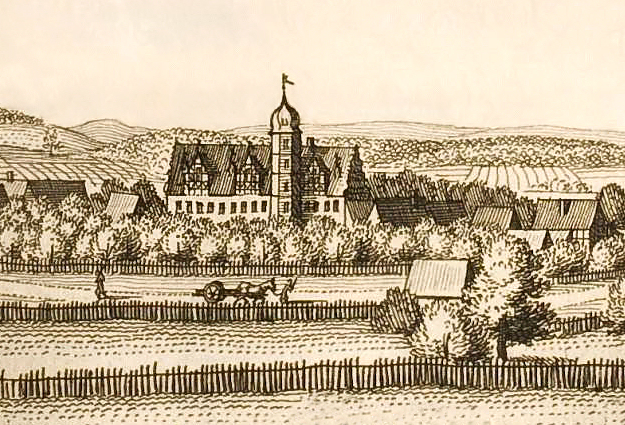
Das Schloss als Amtshaus, Stich von Merian, 1654

Schloss Bündheim ist ein früheres Amtshaus im Ortsteil Bündheim der Stadt Bad Harzburg in Niedersachsen, das 1685 zur Verwaltung des Amtes Harzburg erbaut wurde. Seit den 1970er Jahren steht das Gebäude in städtischem Besitz und wird seither hauptsächlich für Veranstaltungen genutzt.
Ein erster Vorgängerbau des Schlosses entstand unter Herzog Julius zu Braunschweig-Wolfenbüttel 1573 als Amtshaus, das in der Nähe des herzoglichen Gutshofes in Bündheim lag. Es war für den Amtmann des Amtes Harzburg bestimmt, der bis dahin seinen Sitz auf der allmählich verfallenden Harzburg hatte.
Im Dreißigjährigen Krieg wurde das Amtshaus 1626 durch Söldner des Heerführers Wallenstein zerstört. Nach dem Krieg kam es 1650 durch Herzog August zu einem Neuaufbau aus den Resten des alten Amtshauses und aus den Steinen der Harzburg. Wegen Baumängeln wurde das Amtshaus wieder abgerissen und 1685 neu errichtet. Dabei entstand aus Bruchsteinen der heutige zweigeschossige Bau mit einem oktogonen Treppenturm. 
Bis 1750 war das Amtshaus ein Verwaltungssitz der Braunschweiger Herzöge. 1861 kam das Gebäude an das Bündheimer Gestüt und auf dem Gelände entstanden ein Park sowie eine Reithalle. 
In den 1970er Jahren erwarb die Stadt Bad Harzburg das Gebäude und restaurierte es, um es einer neuen Verwendung zuzuführen. Der große Saal, der als Rittersaal bezeichnet wird, verfügt über eine Ausstattung aus der Zeit der Wende des 19. zum 20. Jahrhundert. Der Saal wurde 1980 instand gesetzt und wird seither für kulturelle Veranstaltungen, Empfänge und private Feiern genutzt.